# 小行星8085
小行星8085是一颗围绕太阳公转的小行星。1989年2月7日，亨利·德波鸿诺在拉西拉天文台发现了此天体。
这颗小行星的绝对星等为136.60460等。